# Vasco de Gama (programma radiofonico)
Vasco de Gama è stata una trasmissione radiofonica italiana in onda sulle frequenze di Radio 2.
Il programma, condotto dal "nocchiero" David Riondino e dal "mozzo" Dario Vergassola, si costituiva di un'intervista fatta, all'ospite di ogni puntata, in tono umoristico.
La sigla della trasmissione è stata composta da Alessandro Mannarino.